# إد مولود (آيت همان)
إد مولود هو دُوَّار يقع بجماعة تيغيرت، إقليم سيدي إفني، جهة كلميم واد نون في المملكة المغربية. ينتمي الدوّار لمشيخة آيت همان التي تضم 61 دوار. يقدر عدد سكانه بـ 96 نسمة حسب الإحصاء الرسمي للسكان والسكنى لسنة 2004.

## روابط خارجية
- البوابة الوطنية للجماعات الترابية
- المندوبية السامية للتخطيط